# 丝梗楼梯草
丝梗楼梯草（学名：Elatostema filipes）为荨麻科楼梯草属的植物，是中国的特有植物。分布于中国大陆的广西等地，生长于海拔860米的地区，常生长在山地河岸岩石边，目前尚未由人工引种栽培。

## 异名
- Elatostema filipes W. T. Wang var. floribundum W. T. Wang